# A to Z
A to Z est une série télévisée américaine en treize épisodes de 22 minutes créée par Ben Queen et diffusée entre le 2 octobre 2014 et le 22 janvier 2015 sur le réseau NBC et sur le réseau Global au Canada.
Cette série est inédite dans tous les pays francophones.

## Synopsis
La série raconte l'histoire d'amour entre Andrew, un employé d'un site de rencontre et Zelda, une avocate à l’esprit rebelle élevée par une mère hippie.
Malgré leurs différences de caractère, ils tombent amoureux l'un de l'autre.

## Distribution

### Acteurs principaux
- Ben Feldman : Andrew Lofland
- Cristin Milioti : Zelda Vasco
- Henry Zebrowski (en) : Stu
- Lenora Crichlow : Stephie
- Christina Kirk (en) : Lydia
- Hong Chau : Lora
- Parvesh Cheena (en) : Dinesh
- Katey Sagal : le narrateur

### Acteurs récurrents
- Nancy Friedrich : Nancy (9 épisodes)
- Andelucia Huysamen : Wallflower Employee (8 épisodes)
- Ben Falcone : Howard (6 épisodes)
- Hunter Payton (af) : Young Andrew (6 épisodes)
- Patrick Carlyle : Sage (5 épisodes)
- Trevor Larcom : Young Stu (5 épisodes)
- Brent Schneiders : Wallflower Employee (5 épisodes)
- Steve Trzaska : Silent Arnold (4 épisodes)

### Invités
- Maggie Beal : Young Zelda (épisodes 1 et 4)
- Lea Thompson : elle-même (épisode 1)
- Chelsey Crisp : Brooke (épisode 2)
- Wayne Wilderson : Dane (épisodes 4, 11 et 13)
- Toby Huss	: Uncle Dave (épisode 4)
- Mindy Sterling : Aunt Jo (épisode 4)
- Tyler Ward : lui-même (épisode 4)
- Ray Parker, Jr. : lui-même (épisode 5)
- Josh Meyers : Chad (épisode 6)
- Echo Kellum : Joseph (épisodes 10 et 11)
- Amy Okuda : Becky (épisode 10)
- Sarah Baker : Jennifer (épisode 10)
- Dan Lauria : Pete (épisode 12)
- Steve Agee : Lewis (épisode 12)
- Dreama Walker : Madeline (épisode 13)
- Rashida Jones : Whalen (épisode 13)
- Will McCormack (épisode 13)

## Développement
Le projet de série de Ben Queen, Rashida Jones et Will McCormack débute en septembre 2013, et un pilote a été commandé en janvier 2014.
Le casting principal débute le mois suivant, dans cet ordre : Cristin Milioti, Henry Zebrowski (en), Ben Feldman, Lenora Crichlow et Christina Kirk (en).
Le 8 mai 2014, NBC commande la série, et trois jours plus tard lors es Upfronts, place la série dans la case du jeudi soir à l'automne.
À la suite des audiences décevantes des cinq premiers épisodes, NBC annule la série le 31 octobre 2014, mais tous les treize épisodes produits sont diffusés.

## Épisodes
| №  | Titre                            | Réalisation            | Scénario                        | Première diffusion | Audience (millions) |
| -- | -------------------------------- | ---------------------- | ------------------------------- | ------------------ | ------------------- |
| 1  | A is for Acquaintances           | Michael Patrick Jann   | Ben Queen                       | 2 octobre 2014     | 4,79                |
| 2  | B is for Big Glory               | Michael Patrick Jann   | Ryan Koh                        | 9 octobre 2014     | 3,63                |
| 3  | C is for Curiouser and Curiouser | Steve Pink (en)        | Bill Callahan                   | 16 octobre 2014    | 3,37                |
| 4  | D is for Debbie                  | Michael Patrick Jann   | Laura Gutin Peterson            | 23 octobre 2014    | 3,13                |
| 5  | E is for Ectoplasm               | Eric Appel (en)        | Theresa Mulligan                | 30 octobre 2014    | 2,49                |
| 6  | F is for Fight, Fight, Fight!    | David Wain             | Donald Diego                    | 6 novembre 2014    | 2,74                |
| 7  | G is for Geronimo                | Phil Traill            | Rashida Jones et Will McCormack | 13 novembre 2014   | 2,35                |
| 8  | H is for Hostile Takeover        | Henry Chan (en)        | Craig Gerard et Matthew Zinman  | 20 novembre 2014   | 2,44                |
| 9  | I is for Ill Communication       | Alex Hardcastle (en)   | Ben Queen et Sono Patel         | 11 décembre 2014   | 2,52                |
| 10 | J is for Jan Vaughan             | Michael Patrick Jann   | Ryan Koh et Ben Queen           | 1er janvier 2015   | 1,34                |
| 11 | K is for Keep Out                | Tristram Shapeero (en) | Bill Callahan                   | 8 janvier 2015     | 2,02                |
| 12 | L is for Likeability             | Michael Patrick Jann   | Theresa Mulligan et Laura Gutin | 15 janvier 2015    | 1,73                |
| 13 | M is for Meant to Be             | Eric Appel             | Ben Queen                       | 22 janvier 2015    | 2,09                |